# Джаррен Бентон
Джаррен Бентон — американський репер. На початку 2012 підписав контракт з Funk Volume, незалежним лейблом Hopsin. У червні 2012 видав мікстейп Freebasing with Kevin Bacon, 11 червня 2013 — дебютний студійний альбом My Grandma's Basement. Останній посів 152-гу сходинку чарту Billboard 200.

## Ранні роки
Бентон виріс в Атланті, штат Джорджія. З ранніх років прагнув стати репером. В інтерв'ю XXL сказав: «Я почав намагатися читати реп, кепське лайно. Трохи підріс, почав виступати в Атланті у різних місцях. Заробив собі ім'я, хоча й було складно в Атланті, через музику типову для реґіону, південному хіп-хопу».
За словами Джаррена, музично на нього вплинули: Redman, Wu-Tang Clan, Eminem, Ras Kass, Nine Inch Nails, OutKast, Chino XL, Deftones і Marilyn Manson. До свого успіху Бентон змінив безліч робочих місць, від помічника дантиста до винищувача шкідників.

## Музична кар'єра

### 2011—2012: Мікстейпи, підписання контракту з Funk Volume
25 січня 2011 Бентон видав спільний з продюсерами SMKA мікстейп Huffing Glue with Hasslehoff. Сингл: «Get a Load of Me». На репера почали звертати більше уваги після виходу пісні «Skitzo», яку переглянули понад 1,3 млн разів на YouTube. Американський інді-репер Hopsin побачив відео і показав генеральному директору Funk Volume, Дейму Ріттеру. Той сконтактував з Бентоном за кілька місяців. У травні 2012 він став підписантом лейблу. Раніше з репером намагалися укласти угоду Ерік Сермон, No ID з мейджорів Def Jam Recordings та Interscope Records. Першим проектом на Funk Volume став мікстейп Freebasing with Kevin Bacon.

### 2012-дотепер:My Grandma's Basement
Наприкінці 2012 Джаррен був у міжнародному турі з Hopsin, Діззі Райтом, SwizZz і DJ Hoppa впродовж 2 місяців (54 концерти за 60 днів у США, Європі й Австралії). Дебютний студійний альбом My Grandma's Basement посів 152-гу позицію Billboard 200 та 4-ту чарту Heatseekers Albums. 2 серпня 2013 R.A. the Rugged Man випустив ремікс на свій трек «Underground Hitz» з участю Hopsin і Джаррена Бентона. 1—19 серпня 2013 — перший сольний тур територією США, Grandma's Basement Tour. Джаррен також вирушив у The Life and Times Tour з реперами Rittz та Snow Tha Product (31 жовтня-8 грудня). З 9 квітня по 28 червня Бентон буде в Independent Grind Tour 2014 разом з Tech N9ne, Фредді Ґіббсом і Кріззом Каліко.

## Особисте життя
Одружений, має двох дітей.

## Дискографія

### Студійні альбоми
| Назва                 | Деталі альбому                                                                      | Найвищі чартові позиції | Найвищі чартові позиції | Найвищі чартові позиції |
| Назва                 | Деталі альбому                                                                      | США                     | US R&B                  | US Rap                  |
| --------------------- | ----------------------------------------------------------------------------------- | ----------------------- | ----------------------- | ----------------------- |
| My Grandma's Basement | - Випущений: 11 червня 2013 - Лейбл: Funk Volume - Формат: CD, цифрове завантаження | 152                     | 16                      | 12                      |

### Міні-альбоми
| Slow Motion Vol. 1                          | - Випущений: 27 січня 2015 - Лейбл: Funk Volume - Формат: CD, цифрове завантаження | 168 | — | — |
| «—» означає, що запис не потрапив до чарту. |                                                                                    |     |   |   |

### Мікстейпи
| Назва                                            | Деталі альбому                                                                  |
| ------------------------------------------------ | ------------------------------------------------------------------------------- |
| The Beatgods Present… Jarren Benton: The Mixtape | - Випущений: 5 серпня 2009 - Лейбл: Самовидання - Формат: Цифрове завантаження  |
| Huffing Glue with Hasselhoff                     | - Випущений: 25 січня 2011 - Лейбл: Самовидання - Формат: Цифрове завантаження  |
| Freebasing with Kevin Bacon                      | - Випущений: 28 червня 2012 - Лейбл: Funk Volume - Формат: Цифрове завантаження |

Chopped & Screwed
- Freebasing with Kevin Bacon (Chopped Not Slopped) (1 листопада 2012; разом з DJ OG Ron C)[16]

### Сингли
Власні
| «Skitzo»                                                               | 2012 | — | — | — | Freebasing with Kevin Bacon |
| «Funk Volume 2013» (разом зі SwizZz, Hopsin, Dizzy Wright та DJ Hoppa) | 2013 | — | — | — |                             |
| «Razor Blades and Steak Knives»                                        | 2013 | — | — | — | My Grandma's Basement       |
| «Gimmie the Loot»                                                      | 2014 | — | — | — |                             |
| «—» означає, що запис не потрапив до чарту.                            |      |   |   |   |                             |

### Гостьові появи
- 2012: «Don't Mind If I Do» (Futuristic з участю Dizzy Wright та Jarren Benton)
- 2012: «Fuck You Too» (Planet VI з уч. 2 Chainz та Jarren Benton)
- 2012: «Hotel Stripper» (Dizzy Wright з уч. Jarren Benton)
- 2012: «Shotgun Kisses» (Dizzy Wright з уч. Irv da Phenom та Jarren Benton)
- 2013: «1 O'Clock Jump» (Stevie Stone з уч. Jarren Benton)
- 2013: «Insanity» (Kasland з уч. Jarren Benton)
- 2013: «Meditation Obliteration» (Bloodstepp з уч. Jarren Benton)
- 2013: «Step Yo Game Up» (Dizzy Wright з уч. Torey Lanez та Jarren Benton)
- 2013: «Who's There» (Hopsin з уч. Dizzy Wright та Jarren Benton)
- 2013: «Y.B.W. (Young Black and Winning)» (Remix) (Irv da Phenom з уч. Dizzy Wright та Jarren Benton)
- 2013: «YDGI» (verbal PHANTOM з уч. Jarren Benton)
- 2014: «Don't Know» (Jon Dubb з уч. Jarren Benton)
- 2014: «Get Your Weight Up» (Goldyard з уч. Jarren Benton)
- 2014: «Hundred Percent Legit (Gmix)» (Knifer з уч. WC та Jarren Benton)
- 2014: «Meditation Obliteration (Bent(on) Destruction Remix)» (Bloodstepp з уч. Jarren Benton)
- 2014: «Ohh Noo» (Chris Webby з уч. Jarren Benton та Tech N9ne)
- 2014: «Rage» (Dillenger Escape Plan з уч. Jarren Benton)
- 2014: «The Devil's Ransom» (Vinnie Paz з уч. Jarren Benton та Lawrence Arnell)
- 2015: «Blinded» (Locksmith з уч. Jarren Benton та Futuristic)
- 2015: «Explain Myself» (Dizzy Wright з уч. SwizZz, Jarren Benton та Hopsin)
- 2015: «Flags Fly High» (Serial Killers з уч. Jarren Benton)
- 2015: «Hater Like U» (Kato з уч. Jarren Benton та Scotty ATL)
- 2015: «Hoppa's Cypher» (DJ Hoppa з уч. Jarren Benton, Dizzy Wright, SwizZz та Hopsin)
- 2015: «Jack Move» (Erick Sermon з уч. Jarren Benton)
- 2015: «Joe Jackson/Consigliere» (Twisted Insane з уч. Jarren Benton)
- 2015: «Leave No Witness» (DJ Hoppa з уч. Jarren Benton, Demrick та SwizZz)
- 2015: «Lost Warriors» (SupaHotBeats з уч. Jarren Benton)
- 2015: «Nobody's Safe» (Demrick і DJ Hoppa з уч. Jarren Benton, SwizZz та Madchild)
- 2015: «Ramona» (Hopsin з уч. Jarren Benton)